# فدریکو مورتی
فدریکو مورتی (انگلیسی: Federico Moretti؛ زادهٔ ۲۸ اکتبر ۱۹۸۸) بازیکن فوتبال اهل ایتالیا است.
از باشگاه‌هایی که در آن بازی کرده‌است می‌توان به باشگاه فوتبال اسپتزیا، باشگاه فوتبال مودنا، باشگاه فوتبال آسکولی، باشگاه فوتبال پارما، باشگاه فوتبال کاتانیا، باشگاه فوتبال پادوا، باشگاه فوتبال لاتینا، باشگاه فوتبال سمپدوریا، باشگاه فوتبال ویچنزا، و باشگاه فوتبال وارزه اشاره کرد.
وی همچنین در تیم‌های ملی فوتبال زیر ۱۷ سال ایتالیا، زیر ۲۰ سال ایتالیا، و زیر ۲۱ سال ایتالیا بازی کرده‌است.